# Flauta de Divje Babe

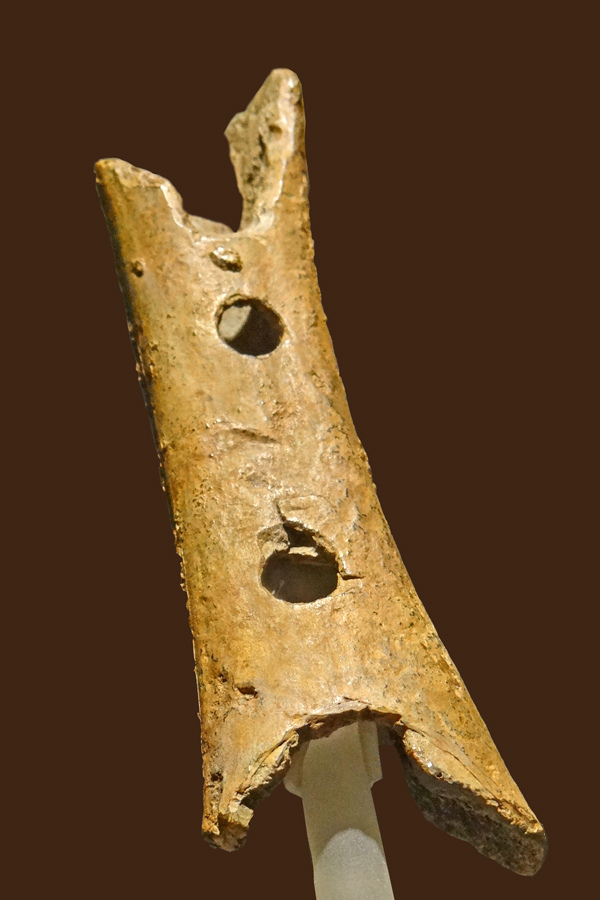
La flauta que es mostra en el Museu Nacional d'Eslovènia de Ljubljana

La Flauta de Divje Babe és un fèmur d'ós de les cavernes, perforat amb forats espaiats, que es va trobar el 1995 al Parc arqueològic Divje Babe, situat a prop de Cerkno, al nord-oest d'Eslovènia. S'ha suggerit que degueren fer-la neandertals com una forma d'instrument musical i la seua alineació i l'espaiat dels forats la feren etiquetar-la com a "flauta neandertal". L'arqueòleg eslové Mitja Brodar, però, afirma que la feren cromanyons com un element de la cultura aurinyaciana d'Europa Central. Malgrat algunes hipòtesis alternatives, l'objecte roman en exhibició al Museu Nacional d'Eslovènia de Ljubljana com una flauta neandertal. Com a tal, és possiblement l'instrument musical més antic conegut del món.

## Jaciment i troballes similars a Eslovènia

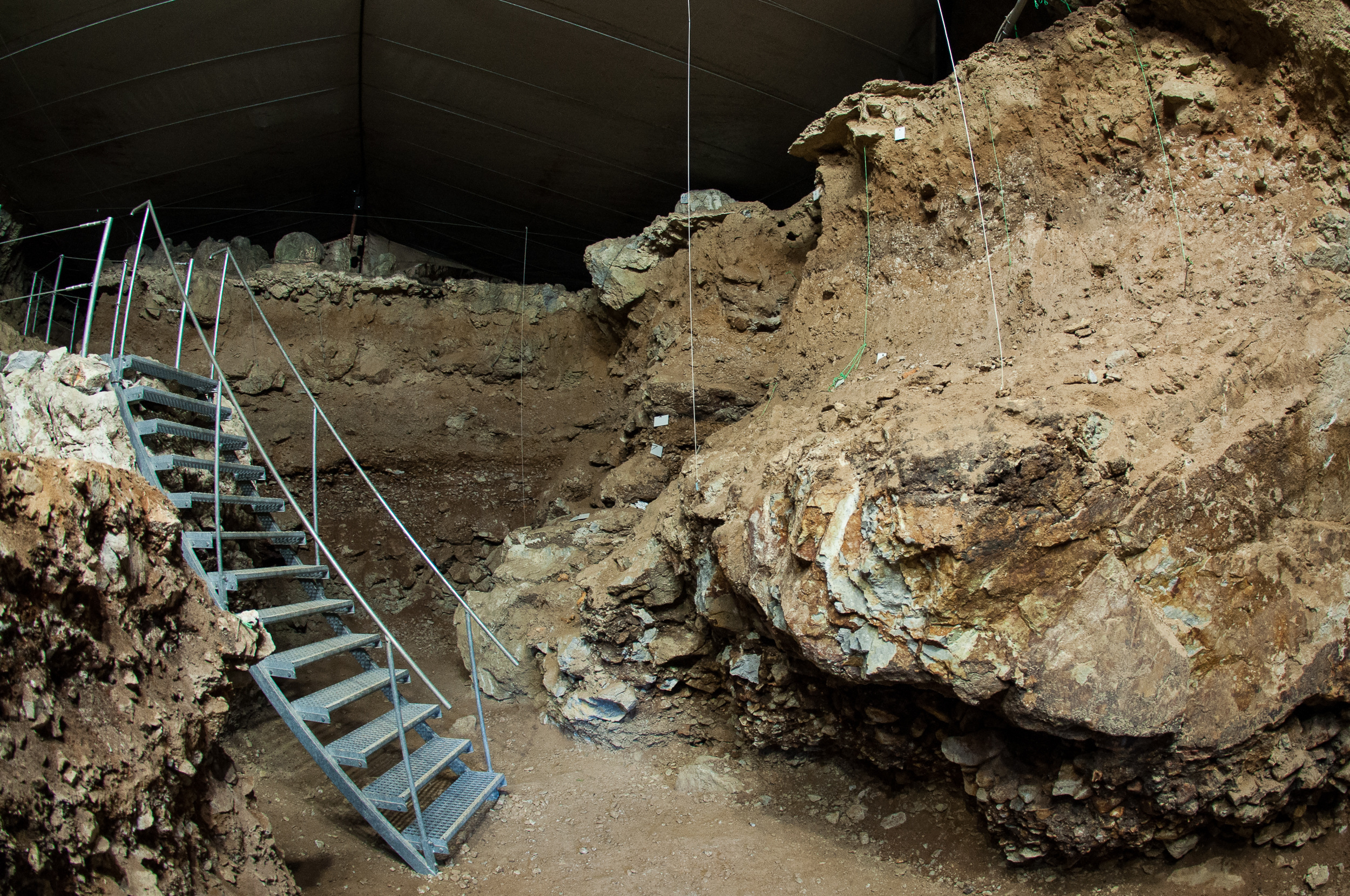
Interior de Divje Babe I

Divje Babe és el jaciment arqueològic més antic conegut d'Eslovènia. La ubicació n'és una cova horitzontal, de 45 m de llarg i fins a 15 m d'ample. Es troba a 230 m sobre el riu Idrijca, a prop de Cerkno, i és accessible per als visitants. Els investigadors del canvi climàtic del Plistocé que hi treballen han descobert més de 600 elements arqueològics en uns deu nivells, incloses vint llars i les restes òssies d'óssos de les cavernes. Segons les declaracions del museu, la presumpta flauta s'ha associat amb el "final del Plistocé mitjà" i amb els neandertals, fa uns 55.000 anys.
En les dècades dels 1920, 1930 i 1940, l'arqueòleg Srecko Brodar (pare de Mitja Brodar) va descobrir desenes d'ossos amb forats en un altre lloc, la Cova Potok (en eslové: Potočka zijalka) a les Karavanke orientals; quasi tots, però, foren destruïts durant l'annexió italiana en la Segona Guerra Mundial. Dels que encara es conserven, el més conegut és la mandíbula d'un ós de les cavernes amb tres orificis en el canal mandibular.
Des de la Segona Guerra Mundial, se n'han trobat exemplars semblants a la cova de Mokrica (en eslové: Mokriška jama) i al refugi de roques de Betal (Betalov spodmol). Aquests ossos també es conserven hui en el Museu Nacional d'Història d'Eslovènia. Segons Mitja Brodar, que va descobrir-ne molts, els ossos amb forats s'han datat només de fins al final del mosterià i el començament de l'aurinyacià i encara no se n'han trobat a Europa Occidental. Brodar assumeix que aquests ossos encara no són reconeguts per la comunitat de recerca internacional pel fet que la majoria se'n trobaren a l'estat francés i el Paleolític encara es considera domini dels francesos. Els ossos amb forats com els trobats a la Cova de Potok s'han atribuït al cromanyó humà modern, i Mitja Brodar afirma que són un element de l'aurinyacià d'Europa Central. A més, postula que la Flauta de Divje Babe és un producte dels humans moderns, però això ha estat qüestionat per altres erudits eslovens.

## "Flauta neandertal"
El 1995, l'arqueòleg Ivan Turk de l'Acadèmia Eslovena de Ciències i Arts trobà el fèmur d'un ós de les cavernes d'uns 43.100 anys al jaciment de Divje Babe, a prop d'una llar mosteriana. Com que té els trets d'una flauta, l'anomenà "flauta neandertal". Si es tracta d'una flauta feta per neandertals és un tema de debat. Està trencada en tots dos extrems, amb dos forats complets i el que poden ser les restes incompletes d'un forat en cada extrem, la qual cosa significa que l'os va poder haver tingut quatre o més forats abans de danyar-se. El fragment d'os és la diàfisis del fèmur esquerre d'un ós de les cavernes d'un a dos anys i fa 133,6 mil·límetres de llargada. El diàmetre màxim dels dos orificis complets és de 9,7 mil·límetres i 9,0 mm mil·límetres. La distància entre els centres dels orificis és de 35 mil·límetres.
Si l'os és realment una flauta utilitzable, seria un argument per a l'existència de la música fa 43.000 anys. Així, Ivan Turk ha afirmat que, si els forats són "artificials" (és a dir, fets per humans) o "naturals" (burxades de la mossegada d'un carnívor), l'origen n'és "crucial". Un tema igualment crític és que, si els forats en aquesta "flauta" són d'origen humà, fins hui no sembla haver-hi cap mitjà disponible per a determinar si van ser perforats deliberadament fa 43.000 anys o si són d'un origen més contemporani.
L'os s'ha convertit en una atracció destacada del Museu Nacional d'Eslovènia. Se'n van construir models, i músics com el professor de biologia i flautista Jelle Atema els han interpretat públicament.
El tafònom italià establert a l'estat francés Francesco D'Errico, i també Claus-Stephan Holdermann, Jordi Serangeli, Philip G. Chase i April Nowell han plantejat la hipòtesi del seu origen carnívor.

### Espaiat i alineació de forats
La probabilitat que quatre forats col·locats a l'atzar apareguen en línia en una escala musical recognoscible és molt baixa segons una anàlisi del musicòleg canadenc Bob Fink del 2000. Responent a la hipòtesi de l'origen carnívor de D'Errico, Turk assenyalà que les característiques "comunes" entre l'artefacte d'origen carnívor i altres ossos mastegats estudiats per D'Errico no tenen alineació de forats.
Tampoc no hi ha pas evidència que els dos forats poguessen haver estat mossegats alhora. Tots els tafònoms interessats van analitzar l'amplitud de les dents per a veure si cap animal podia mossegar dos o més forats d'aquest tipus alhora. No se'n va poder pas trobar cap coincidència amb cap animal conegut. Si s'hagués trobat una coincidència, podria haver-se citat com a evidència prima facie que els forats els feren animals. Això fou observat per Turk en el seu llibre i també pels que n'havien suggerit hipòtesis oposades: Nowell i Chase en el seu article en l'edició d'agost-octubre del 1998 de Current Anthropology. Nowell hi escrigué que els forats en l'espècimen "quasi amb certesa es feren seqüencialment en lloc de simultàniament i que la distància entre aquests no té res a veure amb la distància entre dues dents qualssevol en la mandíbula d'un llop".
Iain Morley, malgrat sostenir la hipòtesi de l'origen carnívor, observava en un article de novembre del 2006 que "mentre que les col·leccions d'ossos d'ós de les cavernes examinades per D'Errico ... així com les discutides per Turk ... mostren forats de manera semblant i danyats ... cap d'aquests es donen en la diàfisi d'un fèmur", com es troba en la prestigiosa flauta.
Marcel Otte, director del Museu de Prehistòria de la Universitat de Lieja de Bèlgica, apunta en un article d'abril del 2000 en Current Anthropology que hi ha un possible orifici per al polze al costat oposat de l'os de Divje Babe, que, en fer cinc orificis, encaixaria perfectament amb una mà humana.
Turk afirmà en The Origins of Music: "Si aquesta probabilitat [de tenir forats alineats que semblen una flauta] fos major (i per descomptat que no ho és), és probable que se n'haguessen trobat més, ja que ... els carnívors de les coves eren tan actius en els ossos, si no més, que les persones en les coves...».
El 2015, Cajus G. Diedrich deia que els forats podrien explicar-se per l'acció carronyera de la hiena tacada.

### Forma del forat
D'Errico analitzà l'artefacte en comparança amb acumulacions d'ossos d'óssos de les cavernes on no es coneixia la presència d'homínids. Van publicar fotos d'ossos amb forats que tenien forats més o menys circulars semblants als trobats en l'artefacte, però no tenien un sol os que s'acostàs ni tan sols a l'alineació lineal dels forats de Turk. Ignorant la probabilitat d'alineació dels forats, la interpretació de D'Errico en fou que era possible que els forats els hagués fet un animal i van concloure que, de les opcions disponibles, aquesta era la més probable. D'Errico va insistir a ignorar la probabilitat d'alineació dels orificis i, fins i tot després d'haver analitzat l'objecte de primera mà, afirmà que "la presència de dues o possiblement tres perforacions en la flauta suggerida no pot, per tant, considerar-se com a evidència de fabricació humana, perquè aquest és un tret comú en la mostra estudiada".
Turk feu experiments de laboratori que perforaren ossos d'ós frescos, a la manera de burxades de carnívors i, en tots els casos, els ossos es van partir. En el cas de Divje Babe, però, l'os no es va trencar, un fet que no coincideix amb les expectatives d'acció carnívora, com van mostrar els resultats de Turk. Aquest va escriure, en el seu llibre i en el seu article en l'antologia Origins of Music del MIT, que l'os no mostra «contramossegades» que s'esperaria normalment en l'altre costat de l'os, per igualar la pressió necessària perquè una mossegada en fes els forats del centre.
El llibre de Turk del 1997 informava que els forats tenien diàmetres semblants que s'adapten al tou dels dits i tots són circulars en lloc d'ovalats (com solen ser les mossegades de carnívors). A més a més, tots estan en la proporció escaient entre la grandària de l'orifici i la grandària de l'orifici que es troba en la majoria de les flautes; i l'os és del tipus (fèmur) que s'empra en general per a les flautes òssies.
Ivan Turk va publicar el 2005 un examen de l'espècimen amb tomografia computada, en què va concloure que «els dos forats parcialment conservats es van crear abans del dany ... o abans de la indiscutible intervenció d'un carnívor».
El Museu Nacional d'Eslovènia afirma que aquestes proves "finalment han refutat la hipòtesi que l'os es perforàs a causa de la mossegada d'un ós". La fabricació per part dels neandertals "està provada amb confiança", i la seua importància en la comprensió de les seues capacitats i el desenvolupament de la música i la parla és segura.

### Medul·la òssia
La quantitat de medul·la òssia que queda en l'artefacte és important, perquè la fabricació de flautes d'os sol incloure l'extracció de la medul·la.
Turk en va dir: "la cavitat de la medul·la està pràcticament neta d'esponjositat. El color de la cavitat de la medul·la no es diferencia del de la superfície externa de l'os. Així que podríem concloure que la cavitat de la medul·la estava oberta en aquest moment ... Si no, seria d'un color més obscur que la superfície de l'os, com sabem per les cavitats de la medul·la òssia acolorides dels ossos de les extremitats».
April Nowell declarà en una entrevista que "per invitació de Turk, [Nowell] i Chase van ser a Eslovènia l'any passat ... Se n'anaren encara més escèptics que l'os d'ós hagués emés música alguna vegada. D'una banda, tots dos extrems clarament havien estat rosegats per alguna cosa, potser per un llop, a la recerca de medul·la greixosa. Els orificis podrien haver estat perforats en el procés per dents canines punxegudes i la seua redonesa es podria deure a danys naturals després que s'abandonàs l'os. La presència de medul·la suggereix que ningú s'havia molestat a buidar l'os com si anàs a crear una flauta de punta. Nowell hi diu: "[Turk] està disposat a concedir-li el benefici del dubte, mentre que nosaltres no".

### Escala diatònica
Bob Fink afirmà, en el seu assaig del 1997, que els forats de l'os eren "consistents amb quatre notes de l'escala diatònica" (do, re, mi fa) basat en l'espaiat d'aquests quatre forats. L'espaiat dels forats en una flauta diatònica (escala menor) moderna és únic i no està espaiat uniformement. Fink digué que són com una simple empremta digital. Els forats de l'os de Divje Babe coincidien molt de prop amb aquests espais amb una sèrie de forats de notes de mode menor.
Nowell i Chase explicaven en Studies in Music Archaeology III que l'os d'ós juvenil era massa curt per a tocar aquests quatre forats en sintonia amb qualsevol sèrie diatònica de tons i semitons. Fink va suggerir que en origen podria haver estat una extensió sols de boca de l'instrument afegida a l'os abans que es trencàs.
En un article del 2011, Matija Turk publicà els resultats d'una col·laboració amb Ljuben Dimkaroski, un músic acadèmic que havia fet rèpliques de l'objecte. Els autors hi deien que l'instrument abastava un registre de dues octaves i mitja, que es podia estendre a tres octaves amb trànsit d'harmònic. Dimkaroski feu més de trenta rèpliques de fusta i os de la flauta i hi va experimentar. Les rèpliques es feren a partir de fèmurs d'óssos bruns juvenils proporcionats per l'Associació de Caçadors d'Eslovènia, però també d'ossos de jònecs, cabres, porcs, cabirols i cérvols. Es va concentrar a reproduir una rèplica feta en un fèmur d'un ós de les cavernes juvenil de la Cova Divje Babe I, per a acostar-se al més possible a les dimensions de l'original.